# Borratja
La borratja, borraina o pa i peixet (Borago officinalis), és una espècie de planta, silvestre o conreada, de la família boraginàcia. La borratja és originària de la zona mediterrània europea i de l'Àsia Menor, i és actualment de distribució cosmopolita. Creix en terres baixes i sòls sorrencs ben assolellats, encara que també en climes freds. És un dels ingredients de la cuina mediterrània tradicional, tot i que actualment el seu consum és molt reduït a les zones urbanes.

## Etimologia

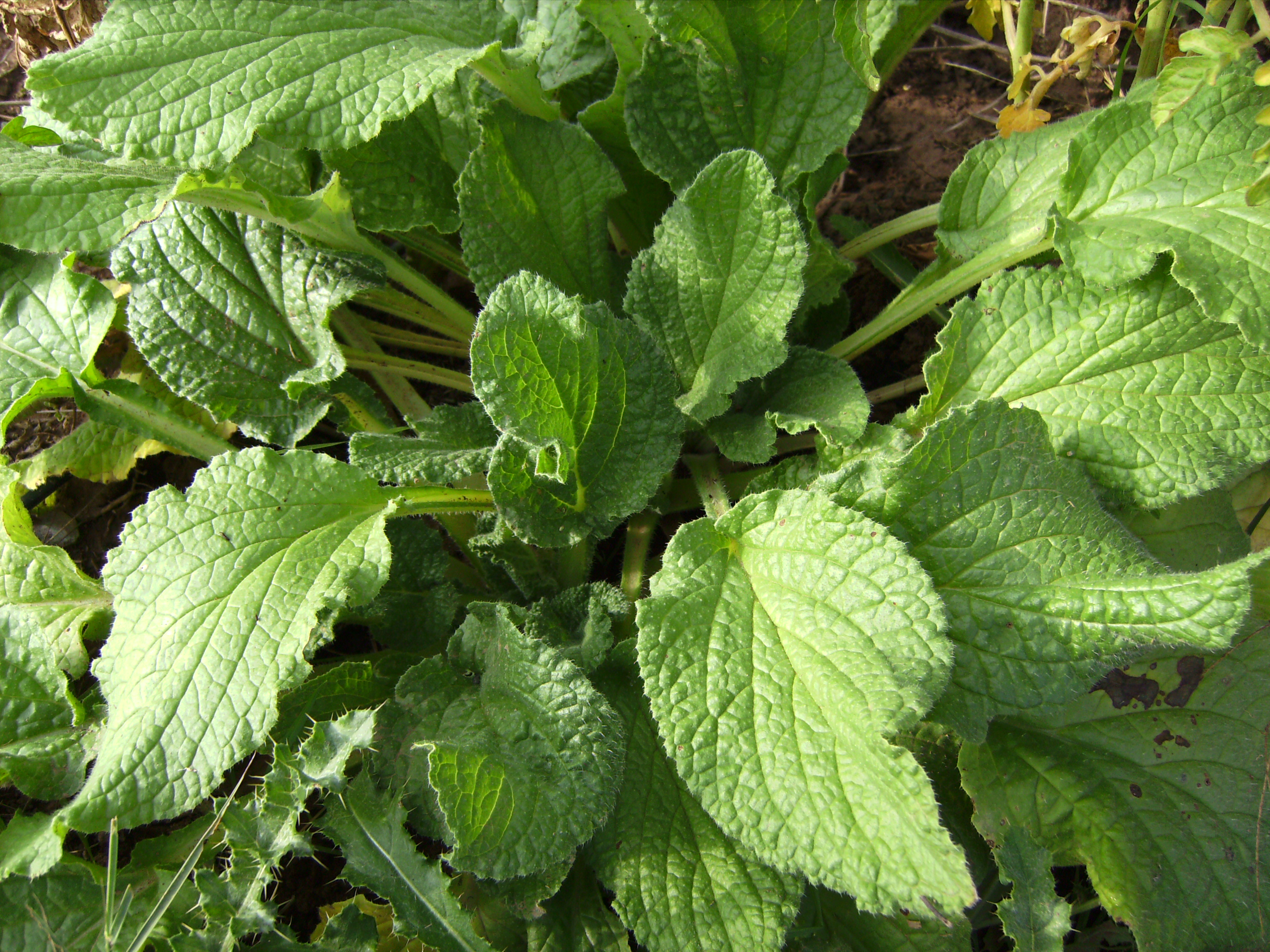
Fulles a punt de collir com a verdura

La paraula "borratja" prové de l'expressió en àrab vulgar bū ʿaráq (en àrab ʾabū ʿáraq), el significat de la qual és 'pare de la suor', 'diaforètic', degut a, com veurem més endavant, les propietats sudorífiques que té.

## Hàbitat i ecologia
Vores de camins, vores de cultius, voreres d'emergència, llocs humits i nitrificats prop d'habitatges. Es planta com a ornamental en parcs i jardins. Floreix a l'inici de la primavera i manté les flors durant tota l'estació.

## Descripció de la planta

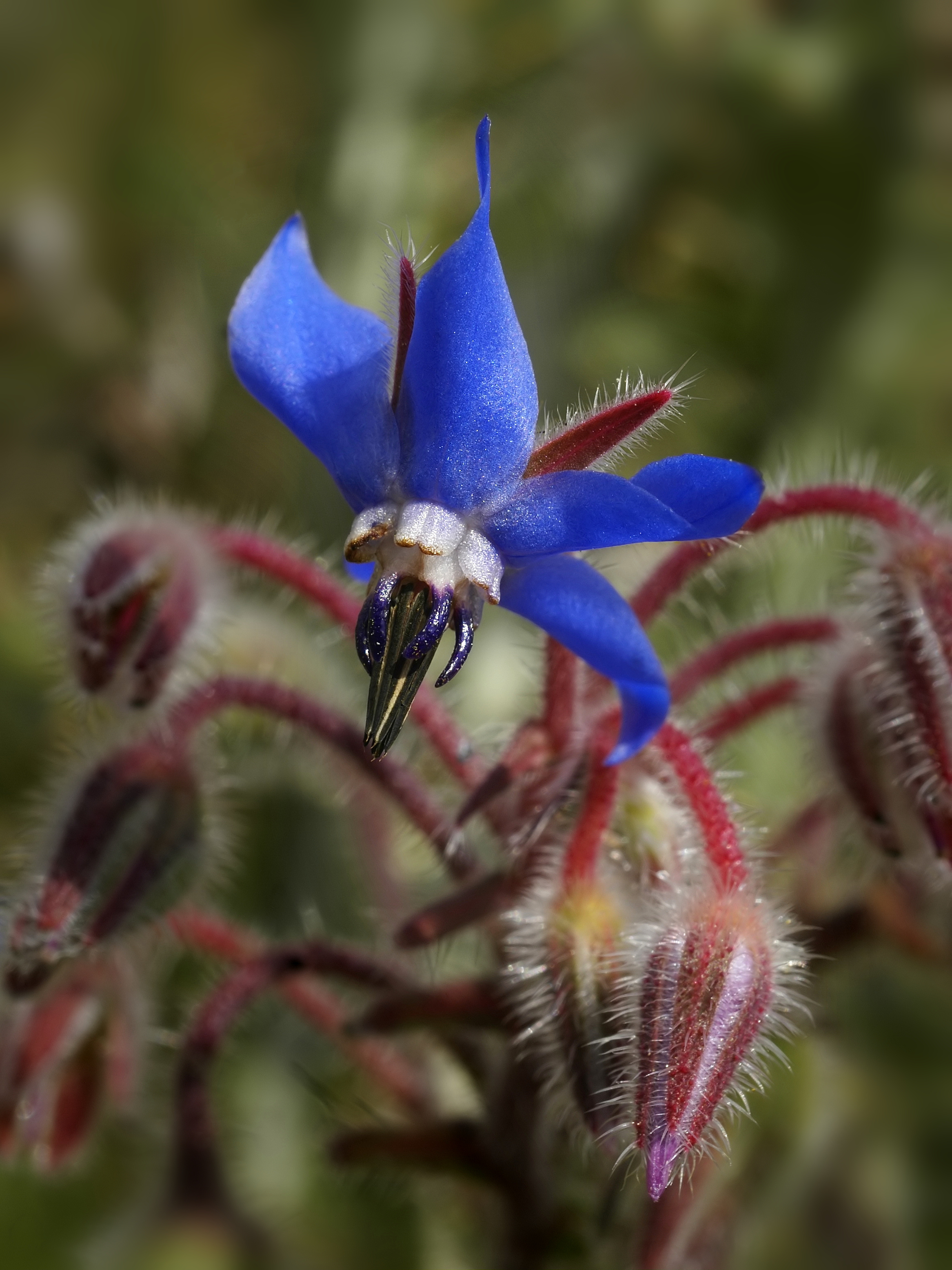
Detall de la flor. Té un període de floració molt llarg i és una de les flors preferides per les abelles

És una planta herbàcia anual (teròfit) la qual pot adquirir una alçària d'entre 30 – 60 cm. Presenta una arrel axonomorfa i tiges de 15 a 70 cm, erectes, robustes i sovint ramificades. Les fulles són de color verd fosc i aspres. Les fulles basals, de 5-25 per 1-12 cm, són d'ovoïdals a lanceolades, amb un pecíol de 2 a 10 cm. Les fulles caulinars són més menudes i les superiors presenten la vora irregularment dentada. Les fulles superiors no tenen pecíol, al contrari de les inferiors, i són lleugerament abraçadores. Està coberta de pèls llargs i robusts, que li confereixen un aspecte aspre en general.
Les flors es disposen en cimes laxes i ramoses, amb els pedicels de 5 a 30 mm. Són sempre flors hermafrodites. El calze està format per 5 lòbuls soldats per la base, lineal-lanceolats, aguts i connivents en fructificar. La corol·la és rotàcia, de color blau brillant (rarament blanca) amb la gola blanquinosa. El tub és molt curt, quasi absent i dividit en 5 lòbuls de 8 a 15 mm, lanceolats, aguts i ben palesos. En la gola hi ha 5 esquames erectes. L'androceu està format per 5 estams, amb els filaments eixamplats i apendiculats. Les anteres fan de 7 a 8 mm i són erectes i de color púrpura-negrós. El gineceu és situat sobre un disc nectarífer. És format per dos carpels soldats en un ovari bilocular que es converteix en tetralocular per la formació d'un fals septe. En l'interior de cada cavitat es desenvolupa un primordi seminal de placentació axial i basal.
L'estil és filiforme i l'estigma capitat. El fruit és un tetraqueni, amb els mericarpis marrons, ovoides, rugosos, truncats en la base i de 7 a 10 mm d'alçada. Es troben inserits dins el receptacle.

## Gastronomia

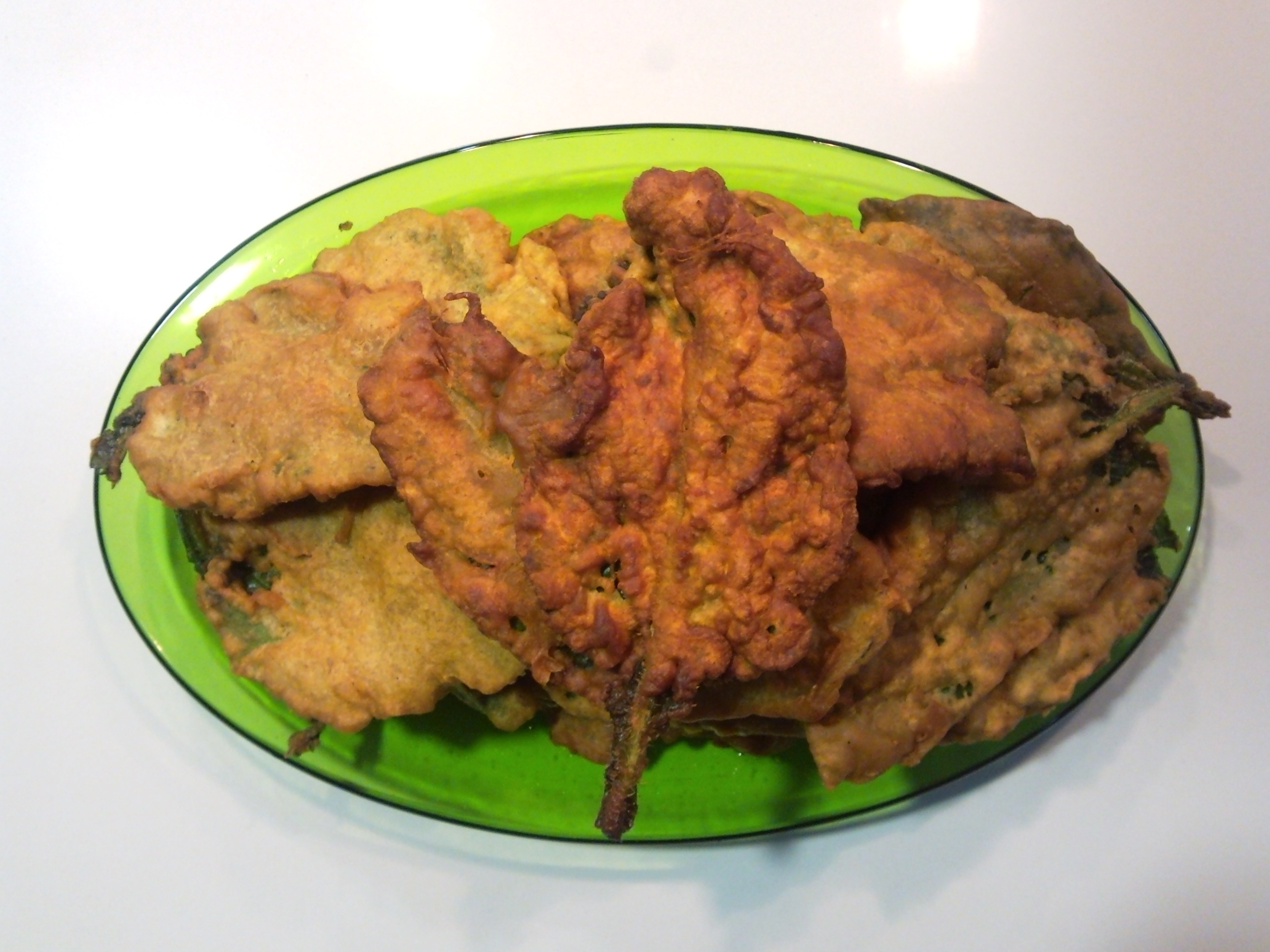
Borraines arrebossades a l'estil de Terres de l'Ebre

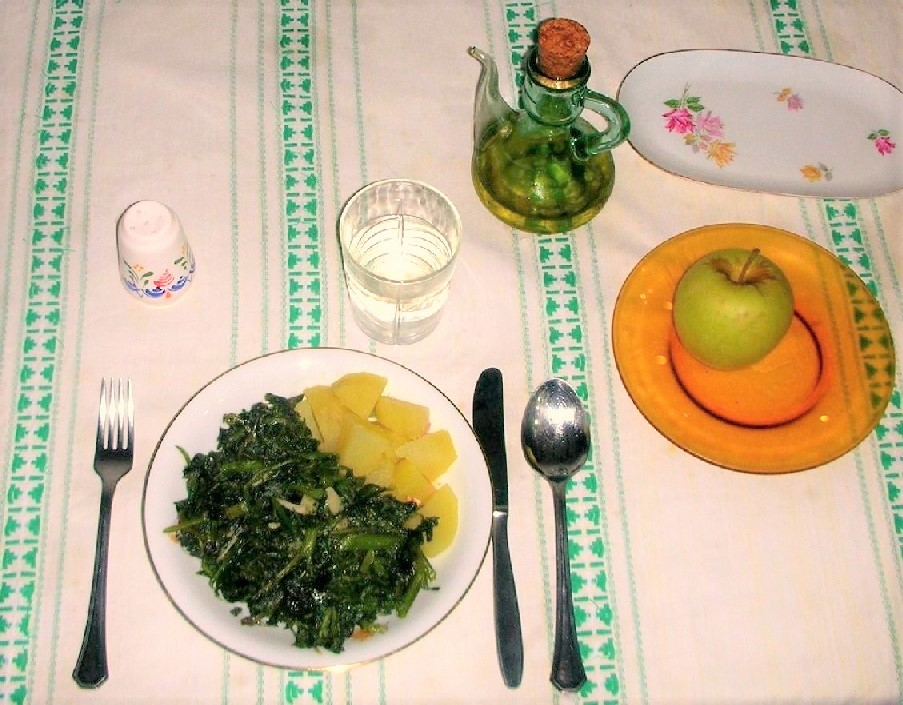
Borratges amb patata bullida, a l'estil d'Aragó

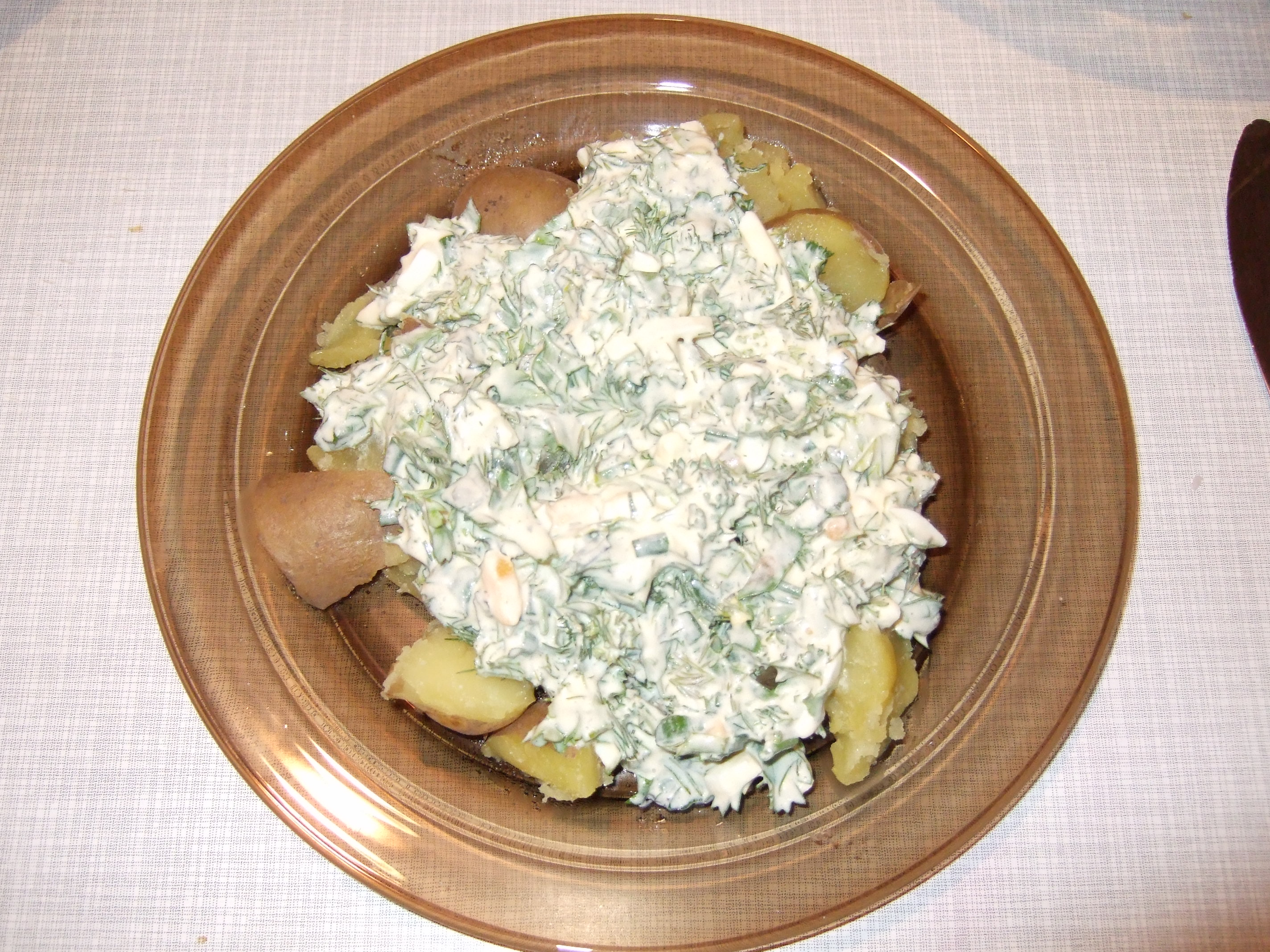
Patates amb "Grüne Soße", a l'estil d'Hessen

La borraina ha estat utilitzada com a verdura comestible des de l'antiguitat. Tradicionalment es menja la tija, les fulles i les flors. Les borraines que es troben a les zones rurals del Principat i el País Valencià són més abundants a les vores dels pobles i zones habitades: indica que són vestigis d'antics conreus d'aquesta hortalissa. Actualment no té gaire distribució comercial car el seu aspecte aspre i pelut de les fulles i tiges fa que sigui una verdura poc atractiva. Això porta que el seu consum es vegi limitat a certes zones on la gent local coneix aquesta verdura bé. Tot i així en alguns supermercats es troben pots de borraines en conserva, ja tallades i bullides.
Malgrat la seva manca d'atractiu a primera vista, cal dir que després de ben rentades amb abundant aigua i bullides, les fulles i tiges perden la pilositat i prenen una consistència fina i un gust agradable al paladar. Entre els llocs on la borraina és més popular com a verdura cal mencionar Navarra, sobretot a les comarques de Ribera del Alto Ebro i Ribera Arga-Aragón, Aragó, Extremadura i algunes zones de Portugal on es mengen preferentment bullides amb patates, en sopa i com a ingredient d'altres plats.
També són una verdura molt important en la cuina de Ligúria on aquesta verdura ocupa un lloc preeminent. És essencial per a preparar un tipus de ravioli i els pansoti. També és un dels ingredients de la "frittata" de borraines i salsitxes, així com la sopa de llenties i borraines. Les borraines són també un dels ingredients principals del preboggión o prebugiún, una barreja d'herbes que constitueix un ingredient típic de la cuina de Ligúria.
Amb les fulles de borraina es prepara a Hessen la "Grüne Soße", una salsa verda de la cuina alemanya, típica de la zona de Frankfurt. El consum generalitzat s'ha abandonat a les zones urbanes en favor dels espinacs, però la borraina es continua consumint en moltes zones rurals.
En les proporcions i modalitats en què es consumeix tradicionalment la borraina, no presenta cap efecte nociu col·lateral. Les fulles contenen una petita quantitat d'alcaloides que fan que sigui preferible bullir la planta abans de menjar-les en quantitats grans i amb molta freqüència.
Com a comestible es menja d'una manera igual a la bleda. Normalment les borraines es mengen bullides i les fulles joves també en amanida. Tradicionalment en alguns llocs es preparen crespells, dolços fets arrebossant la fulla sencera amb farina i ou, fregint-la, i recobrint-la amb mel.
Les arrels i flors solen aromatitzar alguns vins europeus. A Anglaterra és costum posar una flor de borraina a l'aigua de fer glaçons, com a decoració. La flor conté un dels pocs colorants blaus natural no tòxics. Moltes varietats cultivades de borraina, però, tenen les flors blanques.

## Farmacologia
L'aigua de borraina és una infusió de propietats diürètiques i sudorífiques. Com a medicinal, a banda de l'acció diürètica de flors i fulles, actualment s'utilitza l'oli dels aquenis (oli de borraina) com una font d'àcid gammalinolènic i pel fet de ser ric en àcid oleic i àcid palmític sembla tenir un efecte anticolesterol.
 

### Part utilitzada
La part més utilitzada de la borraina és l'oli essencial de les llavors. També s'utilitzen les flors, fulles i tiges, encara que en menor mesura.

### Composició química
- Mucílag[10] neutre (11-30%): se'n troba el percentatge més gran en les flors
- Àcid silícic: prop d'un 1,5% es troba a les tiges i un 2,2% a les fulles.
- Olis (es troben fonamentalment en les llavors): àcid linoleic, àcid oleic, àcid palmític, àcid palmitoléic, àcid linolènic.[11]
- Alcaloides pirrolizidínics: senecionina, licopsamina, supinina, supinidina, amabilina, intermedina... la seua concentració varia poc respecte al producte fresc o assecat.
- Nitrat de potassi: se'n troba a les parts verdes.
- Resines: se'n troben sobretot a les flors.
- Malat càlcic
- Al·lantoïna
- Flavonoides: quercetol, kaempferon.
- Àcid ascòrbic o vitamina C.
- Tanins: en les fulles fins a un 3%.

### Accions farmacològiques i propietats
En l'estudi de les accions farmacològiques és important tenir en compte l'oli essencial de les llavors i el seu contingut en àcids grassos poliinsaturats.
- Diürètica: afavoreix l'eliminació d'orina de l'organisme, és per tant molt interessant el seu ús, no solament en cas d'obesitat, sinó també quan convé, per l'orina eliminar toxines del cos, com en les malalties reumàtiques, hepàtiques, problemes cardíacs, etc. Aquí segurament influeix el fet de contenir en les fulles la colina, element que forma part del complex de la vitamina B, imprescindible en el metabolisme dels greixos i l'absència pot arribar a produir cirrosi, augment de la pressió arterial o problemes renals.
- Sudorífica: augmenta la suor, per la qual cosa, a més dels usos anteriors és particularment interessant per ajudar a combatre les malalties del pit: tos, angines, bronquitis, refredat, etc.
- Emol·lients i tonificant: és beneficiosa per a les afeccions de la pell (grans, pústules, furóncols, herpes, etc.) i té un efecte tonificant augmentant-ne la fortalesa i millorant-ne l'aspecte. Influeix en aquestes propietats la presència de l'àcid nicotínic o niacina, que és molt útil en la prevenció de malalties de la pell, així com en els trastorns nerviosos o gastrointestinals.
- Antiinflamatòria: l'àcid gammalinolènic ha demostrat comportar-se com un agent antiinflamatori.
- Sistema immunològic: els àcids grassos poliinsaturats han estat assenyalats com a agents que poden tenir ingerència sobre el sistema immunològic. L'àcid linoleic és beneficiós per a casos d'esclerosi múltiple i encefalomielitis autoimmune.
- Altres: el seu contingut en greixos poliinsaturats contribueix a disminuir el nivell de lípids i colesterol sanguinis.

### Usos etnomedicinals
L'ús popular a la zona de l'Altiplà, l'Equador, Colòmbia i Amèrica Central li confereix a la borratja propietats diürètiques, sudorífiques, depuratives i antiinflamatòries. La infusió de les fulles s'utilitza en cas de febre per malalties eruptives i pleuritis, mentre que la decocció es fa servir en casos de cistitis, colitis, neumopaties i hipertèrmia. A la regió de Río de la Plata fan servir les fulles en infusió i coneixement com a diürètiques, sudorífiques, emol·lients, astringents, bèquiques, broncodilatadors i emmenagogues. En províncies del nord de l'Argentina i Mesopotàmia s'utilitza internament en casos de xarampió. Els cataplasmes ben calents a base de fulles picades de borratja produeixen un efecte calmant enfront de les picades d'insectes. Les llavors de borratja juntament amb romaní a parts iguals, se sotmeten a un procés de decocció i són beneficioses per al tractament de cardiopaties. A Europa, les flors i les fulles s'assequen i són utilitzades per preparar infusions i per al tractament de casos de cistitis i nefritis.

### Efectes adversos i/o tòxics
El contingut en alcaloides pirrolizidínics és el responsable de la major part d'efectes adversos i tòxics. Dins d'aquests alcaloides existeixen rangs de toxicitat inherents per a cadascun d'aquests. Així doncs, la licopsamina és un alcaloide monoesterificat i insaturat, el qual resulta ser menys tòxic que aquells diesterificats i insaturats presents en altres plantes. En les llavors existeix un alcaloide anomenat tesinina, però aquest alcaloide és saturat, no tòxic i a més està present en petites quantitats. L'alcaloide senecionina pot produir una malaltia venooclusiva hepàtica i ser hepatocarcinogenètica.

### Interaccions medicamentoses i contraindicacions
- Interacciones medicamentoses: cal administrar amb especial precaució en pacients medicats amb fenotiazina, ja que l'àcid gamalinolénic pot interaccionar amb el fàrmac generant un quadre similar a una epilèpsia del lòbul temporal.

- Contraindicacions: la seguretat de la presa de la borratja durant el període d'embaràs i lactància no ha estat establerta encara, però és preferible no prendre-la, ja que el contingut en alcaloides pirrolizidínics podria afectar el fetus i produir efectes mutagènics. Tampoc es recomana administrar l'oli essencial a nens menors de 6 anys. És també important tenir especial precaució en pacients amb antecedents d'epilèpsia i hepatopaties.

### Estatus legal
La planta no es troba registrada a cap farmacopea. Figura en el llistat d'herbes no aprovades per la Comissió E de Monografies d'Alemanya. Tampoc no figura en el llistat GRAS d'herbes segures de USA. Figura, però, en el llistat negatiu per registre com a suplement dietari a Argentina, a excepció del seu oli essencial. D'acord amb l'American Herbal Products Association, totes les plantes que continguin alcaloides pirrolizidínics, com és aquest cas, han de dur una llegenda que digui: <<Per a ús extern exclusivament. No aplicar en ferides obertes de pell. No utilitzar durant l'embaràs>>. Les flors i fulles es troben aprovats per a ús humà (amb restriccions) pels Ministeris de Sanitat de Colòmbia, Bolívia i Espanya.

### Adulteracions
Sovint es confon aquesta planta amb Echium vulgare. L'oli de borratja és amb freqüència utilitzat per a adulterar l'oli de bella de nit (o onagra) o prímula. La concentració d'àcid gammalinolènic en la borratja és major que en la bella de nit. Tot el contrari succeeix amb l'àcid linoleic, el qual es troba en força més concentració a la bella de nit.

### Formes galèniques
- Decocció: 40 g/L. Prendre 2 o 3 tasses diàries
- Infusió: 10-20 g/L de fulles. Deixar entre 10-15 minuts. Prendre en casos d'afeccions respiratòries 3 tasses al dia no més de 7 dies.
- Extracte fluid: relació 1:1(20 gotes de 2-4 veces al dia)
- Oli d'ús intern:[12] 75 mg per a càpsules toves 2-4 càpsules diàries després dels menjars.
- Oli d'ús extern: emulsió. En cremes regeneradores de la pell, desmaquillants i tractaments para l'àrea orbicular

## Conreu

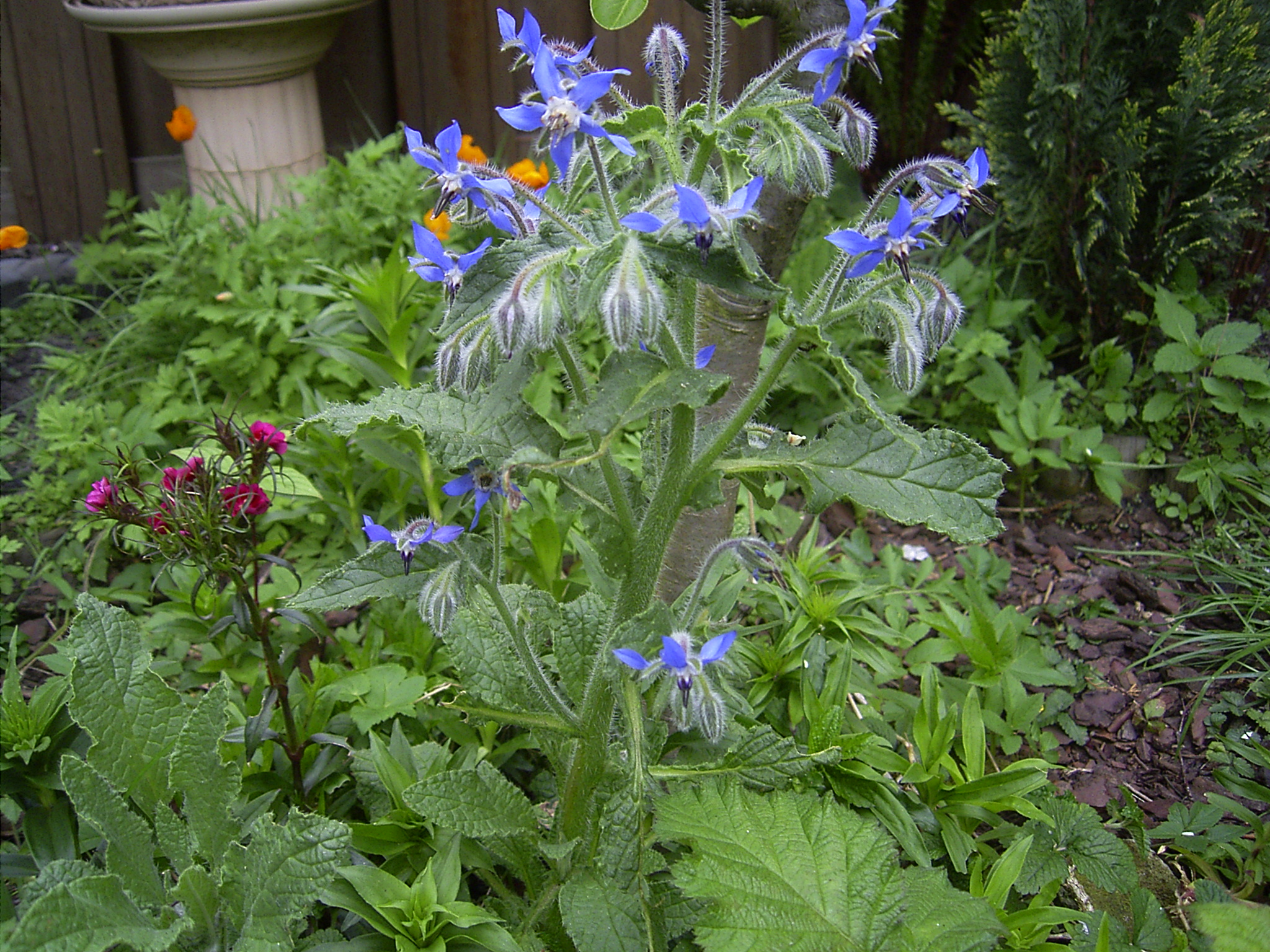
Aspecte de la planta

És comestible i medicinal. Es conrea sembrant les llavors a finals d'estiu o la tardor, ja que si se sembra a la primavera de seguida floreix i no es poden aprofitar les fulles. És planta molt rústega i amb la humitat normal de la tardor ja en té prou per créixer bé, acostuma a perdurar autosembrant-se durant molts anys.
Dés de l'antiguitat, la borratja s'ha conreat no tan sols medicinalment, sinó també com a aliment. Els pecíols basals de la borratja tenen gran importància alimentària, ja que són font important de sals potàssiques i ferro, cosa que fa que s'hagi suggerit a aquesta espècie dins la taula de composició d'aliments.
S'ha estudiat aquesta espècie per atraure a Chrysoperla carnea, gran depredador a les zones mediterrànies d'àfids i altres insectes xicotets. Per aquesta raó és una de les plantes recomanades per formar part de les cobertures dels cultius llenyosos com ara l'olivera.

## Història
La borratja va ser una planta molt apreciada al llarg de la història. Quasi tots els escrits fan referència a les seves virtuts contra els estats malenconiosos i de tristesa. Plini la va anomenar Euphrosinum que significa "home feliç". Uns versos de l'escola de Salerno referien: <<La borratja pot dir, i és veritat: alleugereix el cor i engendra alegria>> (la borratja solia ser agregada al vi i es creu que "alegria" tindria un origen etílic). Paracels va assenyalar els seus efectes expectorants, motiu pel qual va ser emprada per als problemes respiratoris.

## Curiositats
Les diminutes llavors de la borratja emeten un petit esclat quan s'escalfen a causa del nitrat de potassi que contenen. És creença popular que la borratja actuaria sobre la glàndula suprarenal augmentant la seva secreció hormonal en situacions d'estrès.
L'oli que s'extrau de les llavors de la borratja destaca per la seva riquesa en àcid gamma-linolènic, precursor de prostaglandines i tromboxans. Aquestes substàncies són imprescindibles per regular diversos processos metabòlics com la dilatació dels vasos sanguinis, la reducció de la pressió arterial, la inhibició de l'agregació plaquetària, així com la regulació del sistema hormonal i del metabolisme general. Pels seus nombrosos efectes positius, l'oli de borratja s'utilitza en l'àrea mèdica com coadjuvant en la prevenció de certes afeccions: hipertensió, hipercolesterolèmia, dismenorrea i risc cardiovascular (arterioesclerosi, trombosi), entre d'altres.
En l'actualitat, en països com França i Itàlia la borratja es considera una verdura de luxe i els plats on és protagonista es presenten com una autèntica especialitat en restaurants de prestigi. Tanmateix, en la major part d'Espanya és una verdura desconeguda. A la zona nord, la ribera de l'Ebre al seu pas per Navarra i l'Aragó concentra regadius dedicats al cultiu de borratja. A la província de Saragossa l'extensió del regadiu dedicada a la seva producció suposa un 75% i a Navarra representa el 25% del total nacional, per davant d'Osca i Terol. També són moltes les famílies que sembren borratja en els seus horts per consum propi.
La borratja no només és una menja de la gastronomia aragonesa, també ha estat ingredient dels filtres i pocions utilitzats per augmentar la fertilitat de les dones. "Hi ha una herba en el camp que es diu la borratja; tota dona que la trepitja després se sent prenyada", diu un romanç medieval portuguès del poeta Durán. Hi ha qui opina que a la borratja se li va atribuir la màgia de la fertilitat per la capacitat que té aquesta planta per reproduir-se.

## Galeria d'imatges

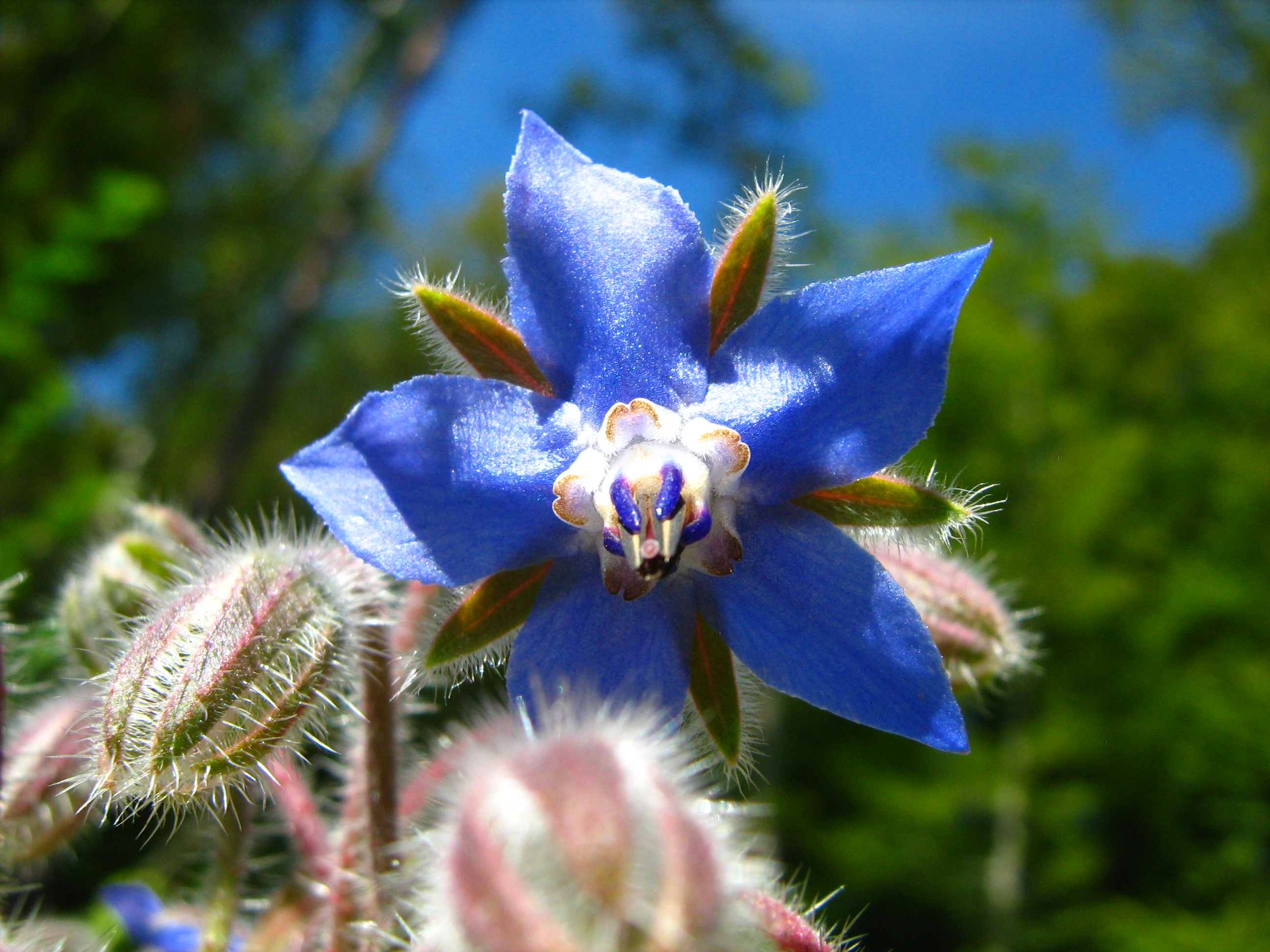
Flor
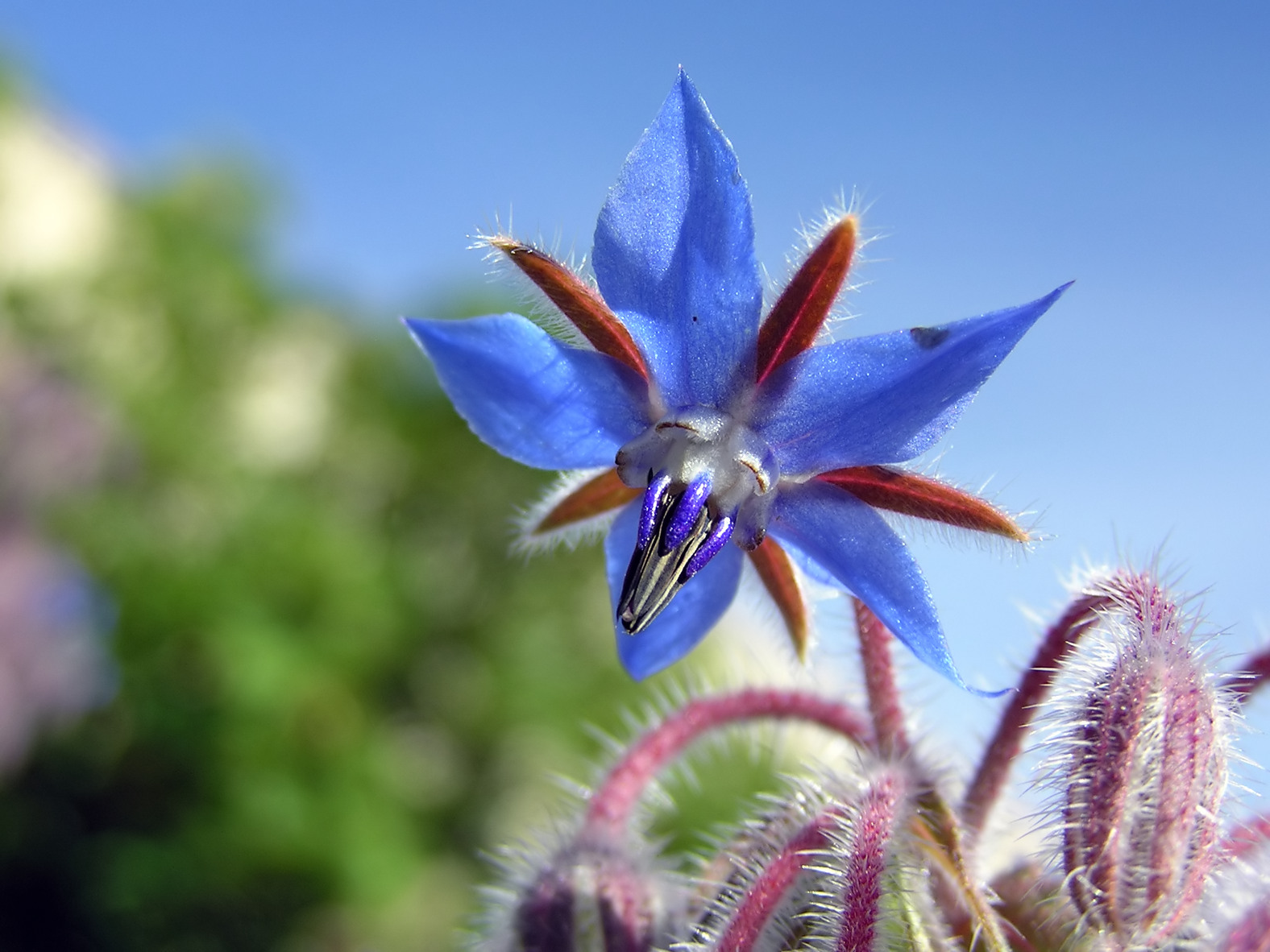
Flor
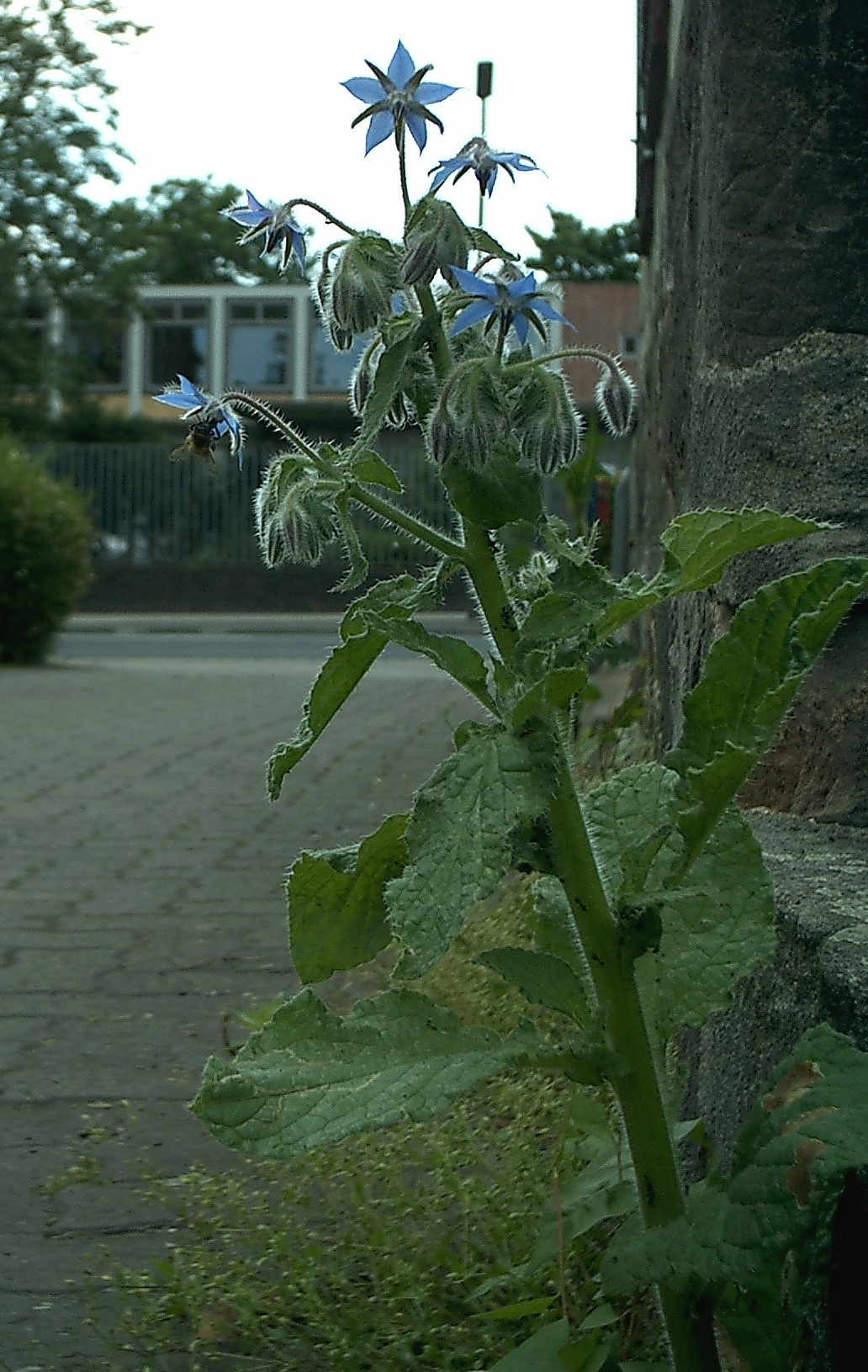
Aspecte general
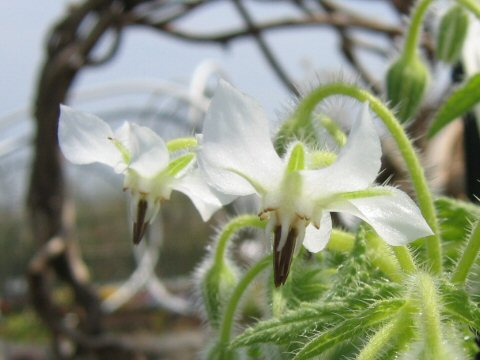
Flor